# Qocho
Qocho, (高昌回鶻; Gāochāng Huíhú, 'Qocho-uigurerna'), eller Idiqut, var ett uiguriskt kungarike sydväst om Mongoliet som bildades 843 e.Kr. och fanns kvar fram till 1209, eller till mitten av 1300-talet beroende på hur självständigheten ska bedömas.
Qochos låg vid dagens kinesiska regionen Xinjiang och det är möjligt att Qochos utbredning sträckte sig bortom Xinjiangs gränser.
Kungadömet Qocho grundades av uiguriska flyktingar från Uiguriska khaganatet efter en attack från jenisej-kirgiserna. Kungadömet fick sin huvudstad för sommaren i Qocho (också kallad Qara-Khoja, numera i häradet Laochenglu) och huvudstad för vintern i Beshbalik (numera i häradet Jimisar). Befolkningen i kungadömet kallades "Xizhou-uigurer" efter Tangdynastins namn på huvudstaden Qocho/Gaochang, eller Qocho-uigurer efter huvudstaden, Kucha-uigurer efter en annan stad under kungadömets kontroll.
År 1205 styrde turkiska kungar av uigurisk härstamning de indoeuropeiska urinvånarna. De företrädesvist brunhåriga, blonda och rödhåriga människor som bodde i Qocho var inte kineser, och inte heller talade de kinesiska. Det bodde inga kineser i regionen och hade inte gjort det sedan Tang fördrevs flera sekler tidigare.

## Under mongoliskt styre
Mellan 1207 och 1209 gav sig uigurerna frivilligt åt mongolerna, när de hotades av invasion och krig, och blev snart betrodda vasaller. Ett självständigt kungarike kunde nu sägas ha upphört.
Djingis khan var inte läskunnig men uiguriska lärda nedtecknade mongoliskan på sitt skriftspråk och gav hans söner undervisning. De uiguriska lärda skrev de första mongoliska dokumenten med alfabet. De kontrollräknade också den stora mängden tributbetalningar som mongolväldet mottog allt eftersom det expanderade. Lojala uiguriska vasaller administrerade det mongoliska riket. Eftersom uigurerna var till nytta, gav upp sitt självstyre och visade lojalitet blomstrade Qocho under mongolerna.
Rakt söder om mongolerna fanns Tangutriket (Xixia), i det om i dag är de kinesiska provinserna Gansu och Inre Mongoliet. Tangut styrdes av tibetansktalande adelsmän. Mellan 1207 och 1209 var Qocho och Tangutriket de första nationer som underkastade sig mongolerna.

## Under muslimskt styre
Eftersom uigurerna kapitulerade till mongolerna utan strid hade de förmånligare villkor som vasallstat än många andra riken som kuvades. Kungadömet Qocho existerade som ett slags vasallstat, och blomstrade  under mongoliskt styre, fram till 1335.
Dödsstöten för kungariket kom när muslimerna i Tjagataikhanatet som ett led i sitt ghazat (heliga krig) erövrade området som en del i vad de betraktade som "Khitay", det vill säga dåvarande Kina. Under 1390-talet gick Kizir Khoja i krig mot Qocho i något som betecknats som jihad. Uigurerna tvingades vid krigsslutet konvertera till islam. Tjagataikhanatet erövrade på Qocho och Hami och den buddhistiska religionen försvann i stort sett från området.